# Mont Albert
Mont Albert är en del av en befolkad plats i Australien. Den ligger i delstaten Victoria, omkring 12 kilometer öster om delstatshuvudstaden Melbourne. Antalet invånare är 4 954.
Runt Mont Albert är det mycket tätbefolkat, med 2 261 invånare per kvadratkilometer.. Närmaste större samhälle är Melbourne, omkring 12 kilometer väster om Mont Albert. 
Runt Mont Albert är det i huvudsak tätbebyggt. Genomsnittlig årsnederbörd är 1 244 millimeter. Den regnigaste månaden är juli, med i genomsnitt 140 mm nederbörd, och den torraste är januari, med 49 mm nederbörd.